# Dichopetala seeversi
Dichopetala seeversi är en insektsart som beskrevs av Strohecker 1941. Dichopetala seeversi ingår i släktet Dichopetala och familjen vårtbitare. Inga underarter finns listade i Catalogue of Life.